# Giuse Trần Nhật Quân
Giuse Trần Nhật Quân (tiếng Trung: 陳日君, tiếng Anh: Joseph Zen Ze-kiun, sinh ngày 13 tháng 1 năm 1932) là một hồng y Công giáo người Trung Quốc, từng giữ chức giám mục của Giáo phận Hồng Kông. Ông cũng là một tu sĩ thuộc Dòng Salêdiêng Don Bosco.
Hồng y Giuse Trần Nhật Quân nổi tiếng với tính bộc trực về các vấn đề như nhân quyền, tự do chính trị, và tự do tôn giáo, nên thường bị Đảng Cộng sản Trung Quốc chỉ trích. Ông đã nghỉ hưu và rời chức tổng giám mục Hồng Kông vào ngày 15 tháng 4 năm 2009. Tuy vậy, ông vẫn còn xuất hiện nhiều trên truyền thông để nói về mối quan hệ giữa Hồng Kông và Trung Quốc Đại lục.

## Thời niên thiếu và sự nghiệp
Trần Nhật Quân sinh ra ở Thượng Hải trong một gia đình Công giáo sùng đạo. Trong thời gian chiến tranh Trung-Nhật, ông đi học tại một trường của nhà thờ, nhưng được gởi vào tu viện khi cha ông mất vì Tai biến mạch máu não. Trần Nhật Quân đã chạy tị nạn từ Thượng Hải tới Hong Kong để không phải sống dưới chế độ Cộng sản sau khi nội chiến Trung Quốc chấm dứt. Ở đây, ông vào dòng Don Bosco và được hồng y Maurilio Fossati phong chức linh mục ngày 11 tháng 2 năm 1961. Ông lấy bằng tiến sĩ triết học (1964) tại Đại học Tông tòa Salesiana ở Roma. Sau đó ông dạy về thần học và triết học ở Hồng Kông. 1978, ông cai quản dòng Don Bosco tại Đại Trung Hoa, nhưng từ chức vào năm 1983. Sau đó ông đi dạy học tại Trung Quốc, tại những trung tâm nghiên cứu được cho phép bởi nhà cầm quyền Trung Quốc từ 1989 cho tới 1996. Năm 1996, ông được Giáo hoàng Gioan Phaolô II bổ nhiệm làm giám mục phó Hong Kong. Đến năm 2006, ông là người Trung Quốc thứ sáu và giám mục thứ hai của Hồng Kông được phong chức Hồng y.

## Nhận định
- Về hy vọng đàm phán để cải thiện quan hệ Vatican-Bắc Kinh, nhân dịp đức giáo hoàng sang viếng thăm Hàn Quốc 2014, chuyến công du đầu tiên của một vị Giáo hoàng tại châu Á từ 15 năm nay: " Đức Giáo hoàng đã thực hiện chính sách thỏa hiệp, cởi mở và chúng tôi chẳng được gì. Giáo hoàng cứ nghĩ người cộng sản rất mạnh nên đã xuống nước và khuyên cần phải hiểu họ, nhưng đàm phán thực sự chỉ xảy ra khi cả hai bên chân thành.".[1] Trước đó, vào năm 2007, ông từng phát biểu rằng ông hy vọng tiến trình đàm phán nối lại quan hệ của phía Việt Nam với Vatican sẽ là hình mẫu đối với Trung Quốc.[2]

## Nhận xét
Trong một cuộc nói chuyện với Giáo hoàng Phanxicô sau thánh lễ bế mạc Thượng Hội đồng Ngoại Thường về Gia đình và tuyên phong Chân Phước cho Giáo hoàng Phaolô VI vào cuối tháng 10 năm 2014, Giáo hoàng Phanxicô đã nói về Hồng y Giuse Trần Nhật Quân: "Đây là một trong những người chiến đấu với chiếc ná". Hồng y Giuse Trần Nhật Quân giải thích: "Đức Giáo hoàng đã ví von tôi với David trong chuyện David đánh bại người khổng lồ Goliath bằng chiếc ná, và lời khuyến khích tôi 'Đừng sợ, Thiên Chúa của Israel ở với David'".